# Quirla
Quirla is een plaats en voormalige gemeente in de Duitse deelstaat Thüringen, en maakt deel uit van de Saale-Holzland-Kreis.
Quirla telt  inwoners.
De bestuurlijke taken van de gemeente werden uitgevoerd door Stadtroda als erfüllende Gemeinde tot op 1 januari 2019 Quirla in deze gemeente opging.
Bollberg · Dorna · Hainbücht · Gernewitz · Podelsatz · Stadtroda · Quirla